# Énencourt-le-Sec

Énencourt-le-Sec este o comună în departamentul Oise, Franța. În 1 ianuarie 2018 avea o populație de 185 de locuitori.